# ظاهرة فرومان
تظهر ظاهرة فرومان (Vroman effect)، على اسم العالم ليو فرومان (Leo Vroman)، من خلال امتزاز البروتين إلى السطح عبر بروتينات مصل الدم. وتصل البروتينات الأعلى قدرة على الحركة عمومًا أولاً وتحل محلها فيما بعد البروتينات الأقل قدرة على الحركة والتي تنجذب أكثر ناحية السطح. ويحدث النموذج المثالي لهذه النظرية عندما يحل مولد الفبرين محل البروتينات التي تم امتزازها من قبل على سطح البلمر البيولوجي ثم يحل محله لاحقًا مولد الكاينين ذو الوزن الجزيئي العالي. وتتباطأ تلك العملية في الحيز الضيق، وعلى الأسطح الكارهة للماء لا يتم دائمًا استبدال مولد الفبرين. وفي الحالات الراكدة يحدث ترسيب البروتين الأول بالترتيب التالي: ألبومين المصل وغلوبولين وفيبرينوجين وفبرونيكتين وعامل XII (عامل هاجمان) ومولد الكاينين ذو الوزن الجزيئي العالي (HMWK).